# 西川 (越後平野)
西川（にしかわ）は、新潟県の越後平野を流れる河川である。信濃川の支流のひとつであり、旧西蒲原郡域を縦貫する。かつて西信濃川とも呼ばれていた。

## 概要

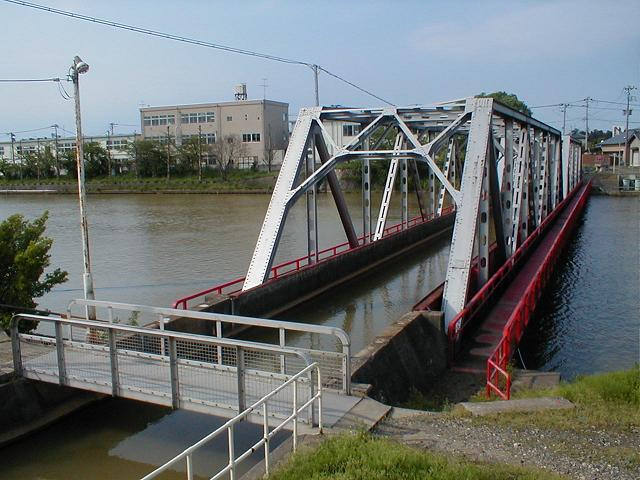
新川に架かる西川の水路橋（西区高山/西区槇尾、）

中世から農業用水として整備されたために、沿線はかなり手が加えられたといわれている。また、河川舟運にも利用され、西蒲原において重要な役割を持っていた。
元々は現在よりも多くの河川と上流部で合流しており、破堤・洪水をしばしば生んでいたが、大河津分水路開通により島崎川と、樋曽山隧道開通により矢川と絶縁した。
水位が周囲の土地よりも高い天井川となっている区間があり、下流の新潟市西区では新川と立体交差をする。

## 歴史

### 舟運
近世には、西川沿いの村々の年貢米などを新潟町に運ぶ「蒲原船道（かんばらふなどう）」（新潟船道、西川船道とも）の舟運が発達し、地蔵堂、吉田、和納、巻、曽根など沿線のまちが賑わった。
明治期には川汽船の航路が開設され、信濃川・西川経由で新潟−巻ー吉田間を結んでいた。